# Seeberplatz (Chemnitz)
Der Seeberplatz in Chemnitz wurde in Erinnerung an Clemens und Guido Seeber benannt, welche sich große Verdienste bei der Entwicklung der Foto- und Filmtechnik erwarben. Der Stadtrat beschloss die Benennung des neuangelegten Platzes am 27. Mai 1998. An den 3700 m² großen und mit spanischem Granit bedeckten Seeberplatz grenzen die Markthalle, die Chemnitz und das Gebäude der Deutschen Rentenversicherung (ehemals BfA bzw. Deutscher Rentenversicherung Bund) an.